# 毛喉龙胆
毛喉龙胆（学名：Gentiana faucipilosa）为龙胆科龙胆属的植物，是中国的特有植物。分布在中国大陆的西藏、云南等地，生长于海拔2,250米至3,800米的地区，一般生于山坡林下以及山坡砾石滩草丛中，目前尚未由人工引种栽培。

## 异名
- Gentiana faucipilosa H. Smith var. caudata Marq.